# MLB All-Star Game 2008
MLB All-Star Game 2008 – 79. Mecz Gwiazd ligi MLB, który odbył się w dniach 15–16 lipca 2008 roku na stadionie Yankee Stadium w Nowym Jorku. Spotkanie zakończyło się zwycięstwem American League All-Stars 4–3 po 15 inningach i trwało 4 godziny i 50 minut. Decydującego o zwycięstwie AL All-Star Team runa zdobył Justin Morneau po tym, jak sacrifice fly zaliczył Michael Young. Frekwencja wyniosła 55 632 widzów.
Najbardziej wartościowym zawodnikiem został wybrany J.D. Drew z Boston Red Sox, który zaliczył dwa odbicia, w tym dwupunktowego home runa przy stanie 0–2 dla NL All-Star Team w drugiej połowie siódmej zmiany i single’a oraz skradł bazę.

## Wyjściowe składy
| National League | National League | National League | National League | American League | American League | American League | American League |
| #               | Zawodnik        | Klub            | Pozycja         | #               | Zawodnik        | Klub            | Pozycja         |
| --------------- | --------------- | --------------- | --------------- | --------------- | --------------- | --------------- | --------------- |
| 1               | Hanley Ramírez  | Marlins         | SS              | 1               | Ichiro Suzuki   | Mariners        | RF              |
| 2               | Chase Utley     | Phillies        | 2B              | 2               | Derek Jeter     | Yankees         | SS              |
| 3               | Lance Berkman   | Astros          | 1B              | 3               | Josh Hamilton   | Rangers         | CF              |
| 4               | Albert Pujols   | Cardinals       | DH              | 4               | Alex Rodriguez  | Yankees         | 3B              |
| 5               | Chipper Jones   | Braves          | 3B              | 5               | Manny Ramírez   | Red Sox         | LF              |
| 6               | Matt Holliday   | Rockies         | RF              | 6               | Milton Bradley  | Rangers         | DH              |
| 7               | Ryan Braun      | Brewers         | LF              | 7               | Kevin Youkilis  | Red Sox         | 1B              |
| 8               | Kosuke Fukudome | Cubs            | CF              | 8               | Joe Mauer       | Twins           | C               |
| 9               | Geovany Soto    | Cubs            | C               | 9               | Dustin Pedroia  | Red Sox         | 2B              |
|                 | Ben Sheets      | Brewers         | P               |                 | Cliff Lee       | Indians         | P               |

| Zespół                                                                                  | 1 | 2 | 3 | 4 | 5 | 6 | 7 | 8 | 9 | 10 | 11 | 12 | 13 | 14 | 15 | R | H  | E |
| --------------------------------------------------------------------------------------- | - | - | - | - | - | - | - | - | - | -- | -- | -- | -- | -- | -- | - | -- | - |
| National League                                                                         | 0 | 0 | 0 | 0 | 1 | 1 | 0 | 1 | 0 | 0  | 0  | 0  | 0  | 0  | 0  | 3 | 13 | 4 |
| American League                                                                         | 0 | 0 | 0 | 0 | 0 | 0 | 2 | 1 | 0 | 0  | 0  | 0  | 0  | 0  | 1  | 4 | 14 | 1 |
| WP: Scott Kazmir (1–0) LP: Brad Lidge (0–1) HR: NL: Matt Holliday (1) AL: J.D. Drew (1) |   |   |   |   |   |   |   |   |   |    |    |    |    |    |    |   |    |   |

## Składy
| Miotacze - Justin Duchscherer (2) - Roy Halladay (5) - Scott Kazmir (2) - Cliff Lee (1) - Joe Nathan (3) - Jonathan Papelbon (3) - Mariano Rivera (9) - Francisco Rodríguez (3) - Ervin Santana (1) - Joe Saunders (1) - George Sherrill (1) - Joakim Soria (1) Łapacze - Joe Mauer (2) - Dioner Navarro (1) - Jason Varitek (3) Designated hitters - Milton Bradley (1) - David Ortiz (5) |  | Wewnątrzpolowi - Joe Crede (1) - Carlos Guillén (3) - Derek Jeter (9) - Ian Kinsler (1) - Evan Longoria (1) - Justin Morneau (2) - Dustin Pedroia (1) - Alex Rodriguez (12) - Kevin Youkilis (1) - Michael Young (5) Zapolowi - J.D. Drew (1) - Josh Hamilton (1) - Carlos Quentin (1) - Manny Ramírez (12) - Grady Sizemore (3) - Ichiro Suzuki (8) |  | Menadżer - Terry Francona Trenerzy - Joe Girardi - Jim Leyland |

| Miotacze - Aaron Cook (1) - Ryan Dempster (2) - Dan Haren (2) - Brad Lidge (2) - Tim Lincecum (1) - Carlos Mármol (1) - Ben Sheets (4) - Edinson Volquez (1) - Billy Wagner (6) - Brandon Webb (3) - Brian Wilson (1) - Kerry Wood (2) - Carlos Zambrano (3) Łapacze - Russell Martin (2) - Brian McCann (3) - Geovany Soto (1) Designated hitter - Albert Pujols (7) |  | Wewnątrzpolowi - Lance Berkman (4) - Adrian Gonzalez (1) - Cristian Guzmán (2) - Chipper Jones (6) - Aramis Ramírez (2) - Hanley Ramírez (1) - Miguel Tejada (5) - Dan Uggla (2) - Chase Utley (3) - David Wright (3) Zapolowi - Ryan Braun (1) - Kosuke Fukudome (1) - Corey Hart (1) - Matt Holliday (3) - Ryan Ludwick (1) - Nate McLouth (1) - Alfonso Soriano (7) |  | Menadżer - Clint Hurdle Trenerzy - Bud Black - Lou Piniella |

- W nawiasie podano liczbę powołań do All-Star Game.

## Home Run Derby

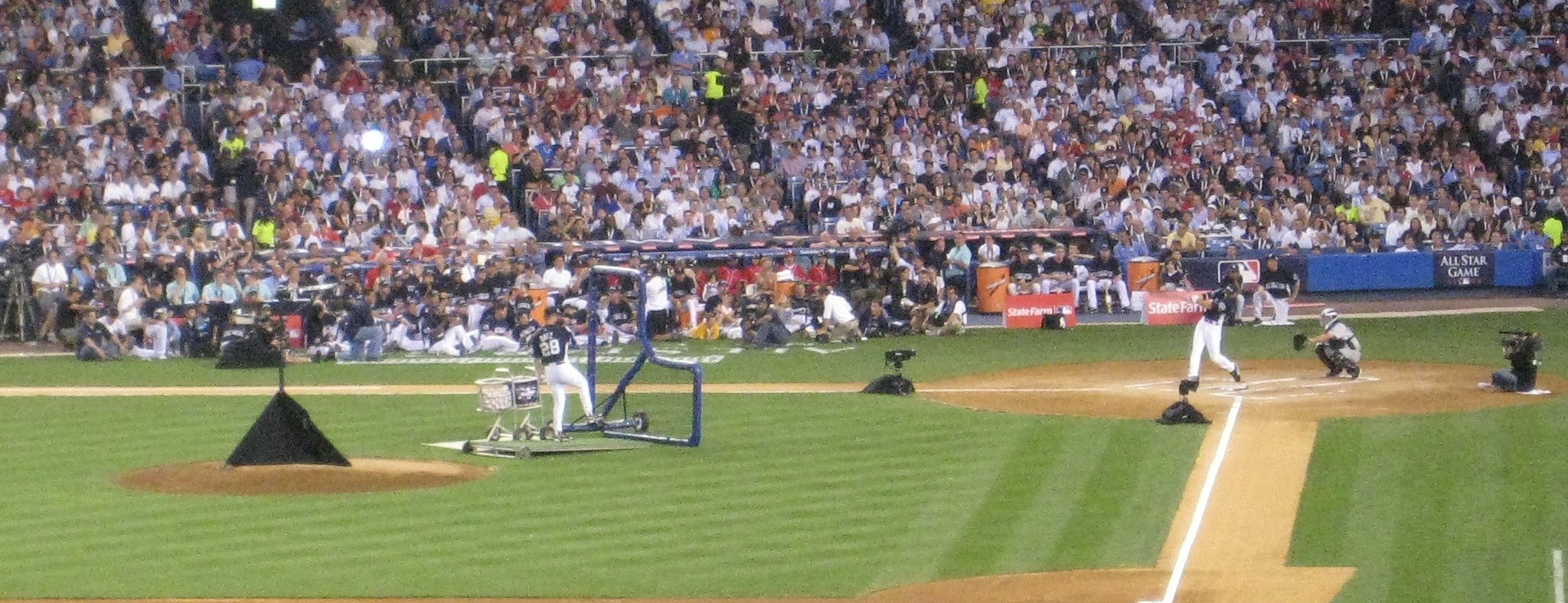
Home Run Derby 2008.

| Yankee Stadium, Nowy Jork – AL 66, NL 39 | Yankee Stadium, Nowy Jork – AL 66, NL 39 | Yankee Stadium, Nowy Jork – AL 66, NL 39 | Yankee Stadium, Nowy Jork – AL 66, NL 39 | Yankee Stadium, Nowy Jork – AL 66, NL 39 | Yankee Stadium, Nowy Jork – AL 66, NL 39 | Yankee Stadium, Nowy Jork – AL 66, NL 39 |
| Zawodnik                                 | Klub                                     | Runda 1                                  | Półfinały                                | Suma                                     | Finały                                   | Suma                                     |
| ---------------------------------------- | ---------------------------------------- | ---------------------------------------- | ---------------------------------------- | ---------------------------------------- | ---------------------------------------- | ---------------------------------------- |
| Justin Morneau                           | Minnesota Twins                          | 8                                        | 9                                        | 17                                       | 5                                        | 22                                       |
| Josh Hamilton                            | Texas Rangers                            | 28                                       | 4                                        | 32                                       | 3                                        | 35                                       |
| Lance Berkman                            | Houston Astros                           | 8                                        | 6                                        | 14                                       | –                                        | 14                                       |
| Ryan Braun                               | Milwaukee Brewers                        | 7                                        | 7                                        | 14                                       | –                                        | 14                                       |
| Dan Uggla                                | Florida Marlins                          | 6                                        | –                                        | 6                                        | –                                        | 6                                        |
| Grady Sizemore                           | Cleveland Indians                        | 6                                        | –                                        | 6                                        | –                                        | 6                                        |
| Chase Utley                              | Philadelphia Phillies                    | 5                                        | –                                        | 5                                        | –                                        | 5                                        |
| Evan Longoria                            | Tampa Bay Rays                           | 3                                        | –                                        | 3                                        | –                                        | 3                                        |